# Boohbah
 (août 2020).
 (août 2020).
Le contenu est difficilement compréhensible vu les erreurs de traduction, qui sont peut-être dues à l'utilisation d'un logiciel de traduction automatique.
Boohbah est une série télévisée britannique à destination des enfants en 104 épisodes de 25 minutes créée par Anne Wood, produite par Ragdoll Productions, et diffusée entre le 14 avril 2003 et le 6 janvier 2006 sur ITV1 et rediffusée sur Nick Jr. en septembre 2003. Elle a été diffusée aux États-Unis du 19 janvier 2004 au 31 janvier 2010 sur PBS Kids, et au Canada sur Treehouse TV.
En France, la série était diffusée au début du 21 février 2004 sur Canal+. Au Québec, elle a été diffusée à partir du 11 septembre 2004 à la Télévision de Radio-Canada. Elle reste inédite dans les autres pays francophones.

## Personnages
La série se concentre sur les Boohbah : cinq créatures dodues, floues, velues, en forme de gomme, jouées par des acteurs costumés. Leur fourrure scintille et scintille avec de minuscules lumières, et ils sont sans poils avec de grands yeux et des rangées de lumières pour les sourcils. Ils ne parlent pas ; au lieu de cela, ils font des bruits tels que des grincements, des cris, des "poufs" et des clics. Les Boohbahs peuvent rétracter leur tête dans leur cou velu. Chaque Boohbah est d'une couleur différente.
- Humbah, est un Boohbah jaune.
- Zumbah, est un Boohbah violet.
- Zing Zing Zingbah, est un Boohbah orange.
- Jumbah, est un Boohbah bleu.
- Jingbah, est un Boohbah rose.

Les Boohbahs peuvent voler, une partie de leur routine consiste à se rassembler en cercle, se tenant la main comme des parachutistes. Chacun émet alors une note de musique différente pendant qu'un flash de lumière colorée (correspondant à la couleur du Boohbah) est envoyé de leur tête à un point central.
Les Boohbah ont été conçus et fabriqués par le créateur de costumes et de créatures, Vin Burnham.

## Storypeople
Les Storypeople sont un groupe diversifié de personnages familiaux qui habitent Storyworld et y participent à diverses vignettes inspirées des cadeaux (voir ci-dessous). Elles sont :
- Grand-mère - Une femme de peau blanche âgée mais vive. Elle a les cheveux blancs et porte une robe de chambre rose foncé, un pull bleu pâle, des chaussettes blanches et des baskets rouges.
- Grand-père - Un homme de peau blanche âgé mais vif. Il a les cheveux blancs et une moustache blanche; il porte une chemise jaune à manches longues, un pantalon gris foncé, des bretelles rouges et des baskets blanches.
- Madame Madame - Une femme indienne. Elle a les cheveux foncés et porte un chemisier ample bleu clair, un pantalon ample rose vif et des baskets roses.
- Monsieur Monsieur - Un homme noir. Il porte une chemise rose vif à manches courtes, un pantalon blanc et des baskets noires.
  - Le frère et la sœur - Toujours jumelés, ils semblent tous les deux être à la fin de leur adolescence.
    - Le frère : Un garçon latino aux cheveux noirs courts, il porte un T-shirt bleu vif, un short aux genoux rouge vif et des baskets blanches à lacets roses.
    - La sœur : Une fille thaïlandaise aux cheveux noirs jusqu'aux hanches en longue queue de cheval, elle porte un T-shirt rouge vif, un pantalon capri bleu vif et des baskets blanches à lacets roses.

- Tantine - Une femme japonaise. Elle a les cheveux noirs courts et porte un chemisier lavande à manches longues, un pantalon noir, des collants violets et des chaussures noires
- Le petit chien Fido - Un Jack Russell terrier. Il porte un collier rouge.

Les Storypeople ne parlent pas. (Quand le Petit Chien Fido apparaît, il donne un «arf!») Bien qu'ils manifestent parfois de la frustration ou de la confusion, les Storypeople semblent rarement, voire jamais, bouleversés ou tristes. Dans chaque épisode, les Storypeople reçoivent comme par magie un objet qui leur est envoyé par un enfant ou un groupe d'enfants.

## La Boohzone
Le cadre principal de Boohbah est la Boohzone, qui est l'habitat des Boohbahs. Le Boohzone illustre quelque peu un dôme multicolore avec des bulles sur ses murs et une strie arc-en-ciel menant au Boohball. Au milieu de la Boohzone se trouve une passerelle colorée menant à un endroit qui ressemble soit à une spirale arc-en-ciel, soit à un cercle vide lorsque les Boohbah descendent dans cette zone pour danser. Dans les introductions aux segments "Storyworld", des enfants viendront dans la Boohzone pour offrir un cadeau aux Storypeople, et le Boohball le ramassera et l'enverra à Storyworld.